# Национальная академия дизайна
Национа́льная акаде́мия диза́йна (англ. National Academy of Design) — ассоциация американских художников, основанная в Нью-Йорке в 1825 году изобретателем Сэмюэлем Морзе, художниками Ашером Дюраном и Томасом Коулом, Мартином Э. Томпсоном, Чарльзом Кушингом Райтом и другими деятелями американской культуры для «продвижения изящных искусств в Америке через обучение и выставки». Членство в Академии ограничено 450 американскими художниками и архитекторами, которые избираются своими коллегами на основе общественного признания их мастерства.
При академии существуют художественная школа и музей. Спустя три года после основания и перемены предварительных наименований, в 1828 году академия обрела название «Национальная академия дизайна», под которым она была известна на протяжении полутора веков. В 1997 году директор Аннетт Блаугрунд переименовала учреждение в «Национальную академию, музей и школу изящных искусств» (National Academy, Museum and School of Fine Art), чтобы отразить «новый дух интеграции, включающий ассоциацию художников, музея и школы», и во избежание путаницы, поскольку в новое время иначе понимается термин «дизайн».

## История

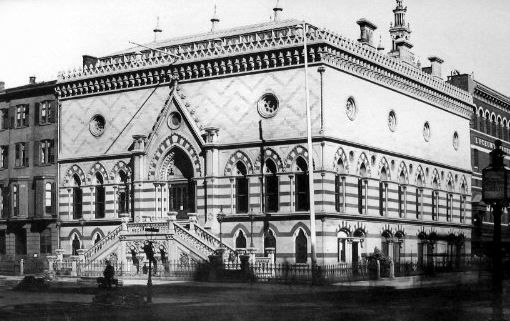
Здание Национальной академии дизайна в 1863—1865 годах. Манхэттен, Нью-Йорк

На протяжении многих лет Академия занимала несколько мест на Манхэттене в Нью-Йорке. Среди них выделялось здание на Парк-авеню и 23-й улице, спроектированное архитектором П. Б. Уайтом и построенное в 1863—1865 годах в венецианском готическом стиле по образцу Дворца дожей в Венеции (здание разрушено в 1901 году). Другое место было на 109-й Западной улице и Амстердам-авеню. С 1906 по 1941 год Академия занимала здание Американского общества изящных искусств по адресу 215 West 57th Street. С 1942 по 2019 год — особняк на Пятой авеню и 89-й улице, бывший дом скульптора Анны Хантингтон и филантропа Арчера Хантингтона, которые пожертвовали свой дом Академии в 1940 году [10].
Основатели Национальной академии дизайна были студентами Американской академии изобразительных искусств (англ. American Academy of the Fine Arts). Академия была консервативной организацией. Возглавлявший её в 1817—1836 годах художник Джон Трамбулл проповедовал классические идеалы и слыл тираном в отношении молодых художников. Такая ситуация привела к недовольству молодых художников, выделившихся в отдельную группу. В 1825 году они вышли из Американской академии изобразительных искусств и организовали собственную «Нью-Йоркскую ассоциацию рисования» (англ.  New York Drawing Association).
Тем не менее, новая ассоциация была зависима от Американской академии. Осуществлялись попытки примирить разногласия и сохранить единую академию, назначив шесть художников из ассоциации директорами Американской академии изобразительных искусств. Однако, когда четверо номинантов не были избраны, разочарованные художники решили сформировать новую академию, и в 1826 году родилась самостоятельная «Национальная академия искусств рисунка» (The National Academy of The Arts of Design).
Один из основателей, Сэмюэл Морзе, был студентом Королевской академии художеств в Лондоне и подражал её структуре и целям. Миссия новой академии с момента её основания заключалась в «продвижении изящных искусств в Америке посредством выставок и обучения».
В 2015 году Академия переживала финансовые затруднения. В последующие несколько лет был закрыт музей и художественная школа, создан фонд за счёт продажи объектов недвижимости в Нью-Йорке. В наше время Национальная академия дизайна «пропагандирует искусство как инструмент образования, отмечает роль художников и архитекторов в общественной жизни и служит катализатором культурных дискуссий, которые продвигают общество».
В музее Национальной академии дизайна сейчас находится более восьми тысяч картин, скульптур и других произведений искусства, представляющих все жанры и направления американского искусства XIX и XX веков. Большая часть экспонатов подарена вновь избранными членами академии, которые таким способом постоянно пополняют академическую коллекцию.

## Исторические названия Академии
- 1825: The New York Drawing Association
- 1826: The National Academy of The Arts of Design
- 1828: The National Academy of Design
- 1997: The National Academy Museum and School of Fine Art
- 2017: The National Academy of Design

## Известные академики
В течение 190 лет членами Национальной академии стали более 2000 человек, среди них, Бэй Юймин, А. Бирштадт, Ч. Бич, Ф. Чёрч, Т. Икинс, У. Ауэрбах-Леви, Д. С. Сарджент, Ф. Райт, Р. Раушенберг, Д. Фальконер, Э. Франкенталер, Фрэнк Гери, У. Хомер, Д. Джонс, М. Лин, Э. Уайет, Ч. Хоторн, Ф. С. Эгейт и У. К. Харрисон.